# Coroação da Virgem (Fra Angelico, Louvre)
Coroação da Virgem é uma pintura do episódio da Coroação da Virgem feita pelo mestre pintor italiano do início da Renascença, Fra Angelico, feita no período 1434-1435. Encontra-se hoje no Musée du Louvre em Paris. O artista executou outra Coroação da Virgem (c. 1432), que hoje está exposta na Galleria degli Uffizi em Florença.

## História
Julga-se que esta obra terá sido originalmente pintada por volta de 1434 (alguns anos após a pintura homónima hoje em Florença) para o convento de San Domenico em Fiesole, perto de Florença, onde Fra Angelico era frade e para o qual pintou também s Pala di Fiesole (1424-1425) e a Anunciação que hoje está no Museo del Prado. Vários historiadores de arte, como John Pope-Hennessy, datam-na da viagem de Fra Angelico a Roma (1450), devido a semelhanças com o Retábulo de Santa Lucia dei Magnoli de Domenico Veneziano (c. 1445) ou os tabernáculos góticos na Capela Nicolina no Vaticano (1446-1448).

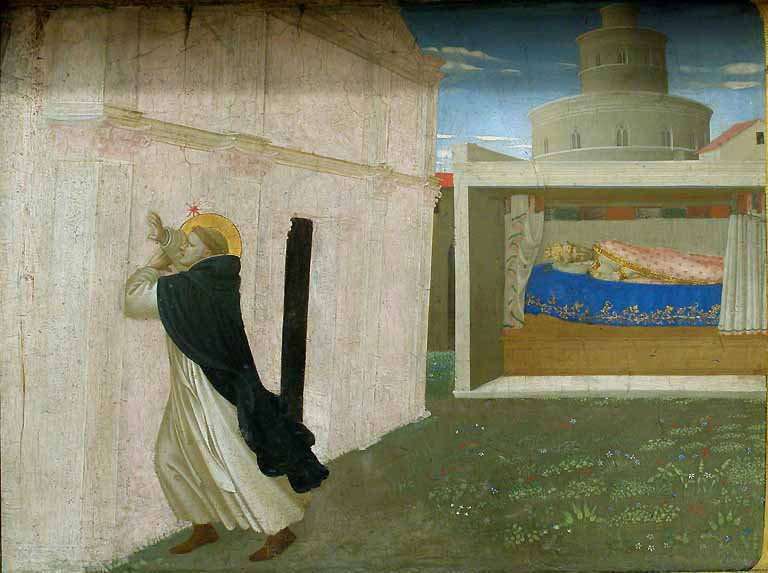
Pormenor da predella com o Sonho de Inocêncio III

A pintura foi levada para França como resultado das pilhagens durante as Guerras Napoleónicas. Tal como outras obras de arte, não foi devolvida argumentando-se que é de grande dimensão.

## Descrição
A obra tem várias diferenças da anterior Coroação que hoje está na Galleria degli Uffizi. O fundo dourado desapareceu, sendo substituído por um mais realista céu azul-claro. A composição é mais elaborada, talvez inspirada pela inovação introduzida por Masaccio. Fra Angelico mostra um rico cibório com triplos mainéis góticos, suportados por uma série de degraus de mármore policromado, como cenário da coroação. Elementos como as colunas torcidas mostram semelhanças com os tabernáculos pintados nos frescos da Capela Nicolina no Vaticano.

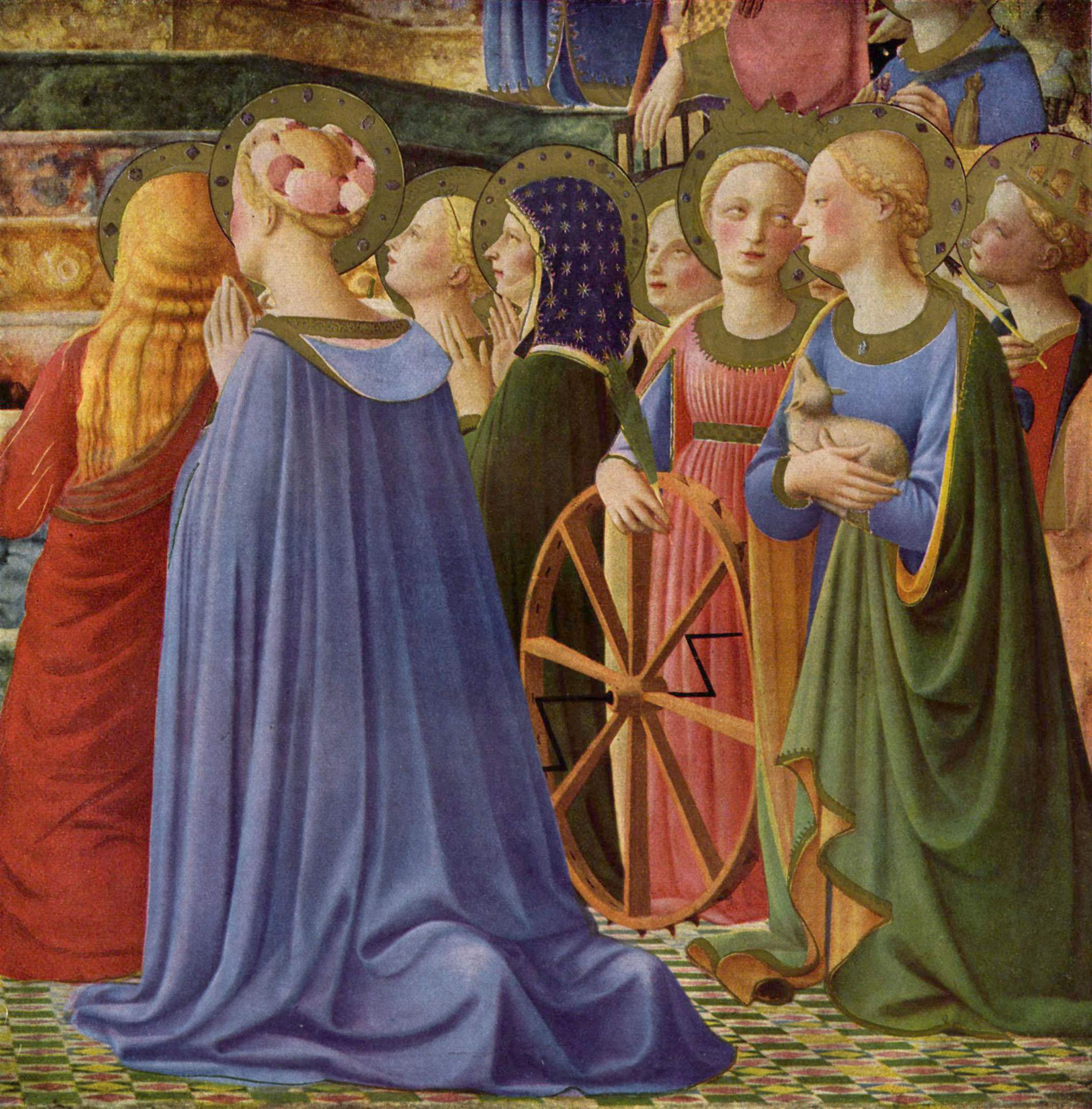
Pormenor

Tal como na pintura de Florença, os anjos e os santos formam o grupo lateral que observa a cena central, mas as figuras são mais definidas e algumas são mostradas vistas de trás, e os mosaicos do pavimento são pintados de acordo com uma perspetiva geométrica. Pope-Hennessy supôs que os anjos foram influenciados pelos da Capela de San Brizio da Catedral de Orvieto (1447).
A obra foi executada com grande ajuda do assistente, em especial do lado esquerdo: por exemplo, a roda de Santa Catarina está pintada de forma esboçada, e alguns dos santos deste lado exibem rostos menos expressivos.
A pintura tem uma predela com cenas que retratam os Milagre de São Domingos e, ao centro, a Ressurreição de Cristo. Tal como em outras obras de Fra Angelico, as cenas da predela mostram o uso extensivo da perspetiva geométrica, ampliada pelo uso de arquiteturas cheias e vazias de forma alternada.